# Holoversia nigra
Holoversia nigra is een hooiwagen uit de familie Gonyleptidae.